# Rupert Feuchtmüller

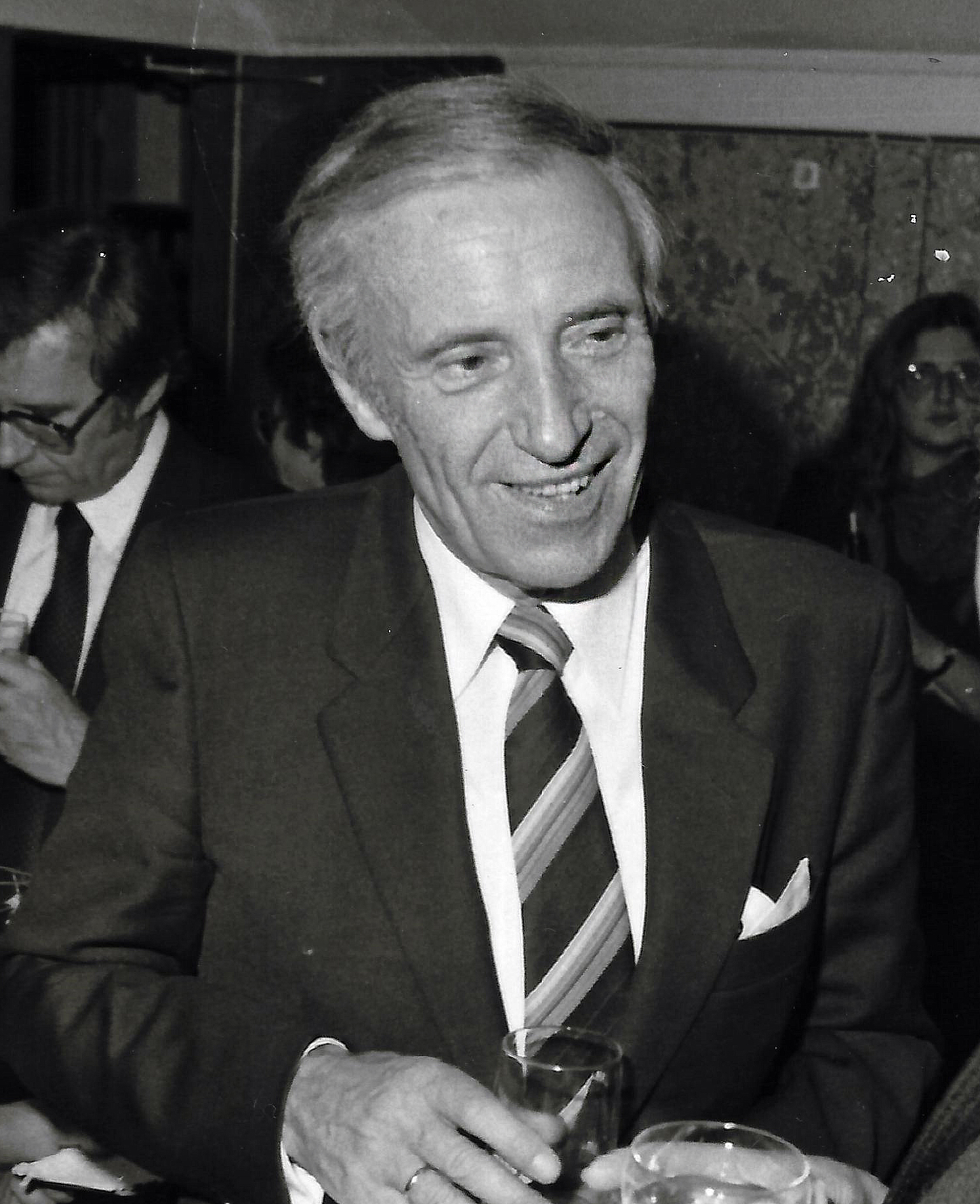
Rupert Feuchtmüller

Rupert Feuchtmüller (* 5. August 1920 in Moosbrunn, Niederösterreich; † 27. April 2010 in Wien) war ein österreichischer Kunsthistoriker und Museumsdirektor.

## Leben
Feuchtmüller, Sohn eines Goldschmieds, studierte Germanistik und Kunstgeschichte an der Universität Wien und promovierte 1946 zum Dr. phil., 1959 erfolgte die Habilitation an der Universität Graz für allgemeine Kunstgeschichte und 1965 wurde er zum a.o. Universitätsprofessor berufen.
Feuchtmüller war Mitarbeiter des Niederösterreichischen Landesmuseums, von 1971 bis 1980 Vereinsvorsitzender der Gesellschaft für vergleichende Kunstforschung und ab 1973 Direktor des Wiener Dom- und Diözesanmuseums.
Mit der „Melker Barock-Schau“ 1960 begann er mit der Gestaltung der kunsthistorischen Niederösterreichischen Landesausstellungen, die in der Folge manchem Baudenkmal die dauerhafte Wiederherstellung sicherte und große volksbildnerische Wirkung erzielten. 1985 wurde ihm der Kardinal-Innitzer-Preis verliehen.
Feuchtmüller wurde auf dem Grinzinger Friedhof (Gruppe 31, Reihe 8, Nummer 12) in Wien bestattet.

## Werke (Auswahl)
- Das Niederösterreichische Landhaus (1949)
- Die spätgotische Architektur von A. Pilgram (1951)

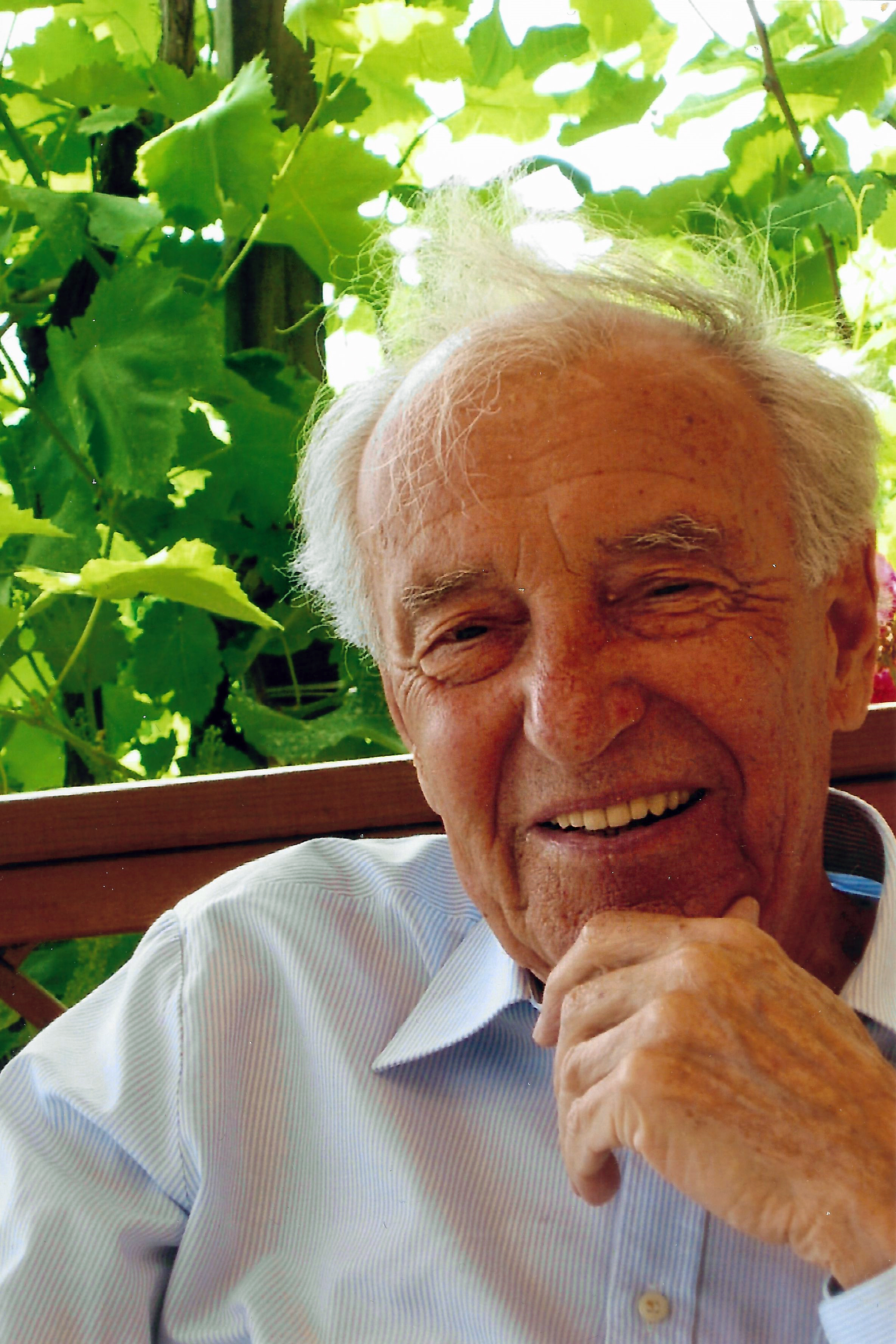

- Kunst in Österreich, 2 Bände (1972/73)
- Schöngrabern. Die steinerne Bibel (1979)

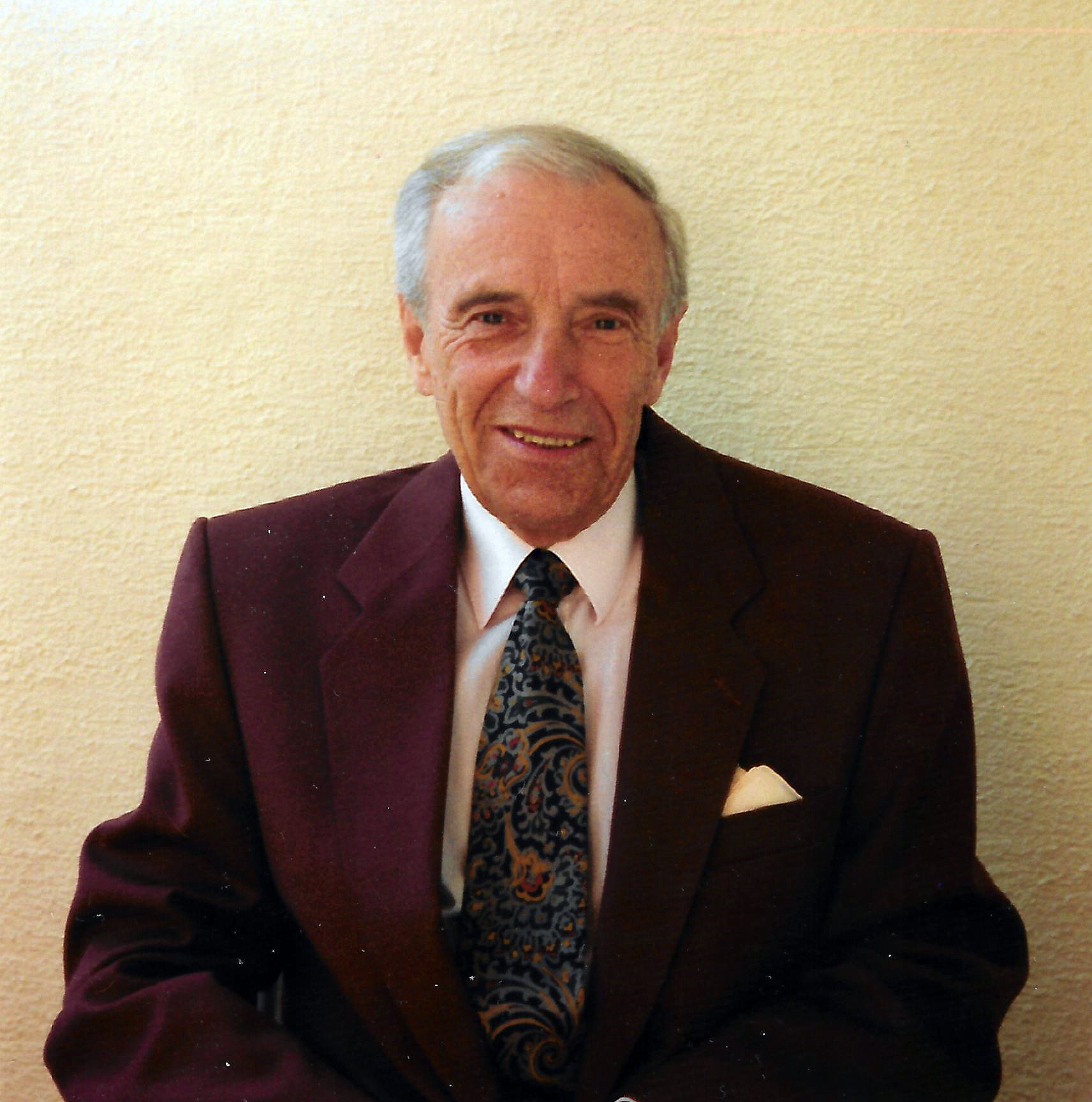
Rupert Feuchtmüller

- Rupert FeuchtmüllerDie Herrengasse (1982)
- Ferdinand Georg Waldmüller (1996)

## Ehrungen, Widmungen
- Rupert Feuchtmüller (1920–2010) postum gewidmet: Elmar Worgull: Ferdinand Georg Waldmüller skizziert Franz Schubert im Freundeskreis. Ikonographie und kompositorische Spezifika eines unikaten Bilddokumentes. In: Elmar Worgull: Franz Schubert in Bilddokumenten seiner Freunde und Zeitgenossen. Kunsthistorische Betrachtungen zur Schubert-Ikonographie. Wernersche Verlagsgesellschaft, Worms 2018, ISBN 978-3-88462-388-6, S. 79–96.